# Liste der Naturdenkmale in Hinterweiler
Die Liste der Naturdenkmale in Hinterweiler nennt die im Gemeindegebiet von Hinterweiler ausgewiesenen Naturdenkmale (Stand 4. Juni 2024).

## Naturdenkmale
| Nr.         | Bezeichnung                                                                                         | Lage                                               | Beschreibung | Bild                          |
| ----------- | --------------------------------------------------------------------------------------------------- | -------------------------------------------------- | --- | ----------------------------- |
| ND-7233-163 | Gipfel des Erresberges mit Lavafels, Mühlsteinbruch, Lavabrücke, Martinswand und alten Höhlengängen | südöstlich des Ortes; Abteilung Auf Erensberg Lage | Bergkuppe mit Lavafels, Mühlsteinbruch und Lavabrücke; flächenhaftes Naturdenkmal; Teilfläche des Naturschutzgebietes Ernstberg | mehr Fotos \| Fotos hochladen |